# Vepsi

La bandiera della Vepsia

I Vepsi sono una popolazione di stirpe finnica stanziata nell'estrema parte occidentale della Russia e in alcune zone dell'Estonia; al loro interno, si denominano vepslaine, bepslaane, lüdinik o lüdilaine a seconda dei vari gruppi.

## Storia
Parlano una lingua ugro-finnica appartenente al gruppo balto-finnico e sono prevalentemente stanziati in una regione fra la Carelia e le regioni di San Pietroburgo e Vologda, anche se ne esistono piccoli nuclei sparsi in alcune cittadine estoni.
Le prime tracce storiche sembrano risalire al IV secolo d.C., dove compaiono in alcune cronache dello storico Giordane con il nome di vas o vasina; a partire dal IX secolo entrano nell'area di influenza del primo stato russo, la Rus' di Kiev. Attualmente, la loro consistenza numerica è stimata intorno alle 6.000 persone.